# Chassalia subcordatifolia
Chassalia subcordatifolia là một loài thực vật có hoa trong họ Thiến thảo. Loài này được (De Wild.) Piesschaert mô tả khoa học đầu tiên năm 1999.